# 瑞士聯邦秘書長
瑞士聯邦秘書長（德語：Bundeskanzler(in)）是瑞士聯邦秘書處的首長，負責為七人聯邦委員會（代表聯邦政府）提供一般支援。聯邦秘書長不屬於政府成員，因此翻譯為總理並不適合。

## 任命機制
雖然聯邦秘書長的工作性質屬技術官僚，但其職位的任命須由瑞士聯邦議會表決，屬政治任命，任期4年。其下設有一至兩名聯邦副秘書長（1852年之前稱作聯邦國務秘書），直接由聯邦委員會任命。

## 職責
聯邦秘書長會出席聯邦委員會的會議，但沒有投票權；同時為聯邦委員會撰寫報告，向聯邦國會匯報聯邦委員會的政策和活動。然而，聯邦秘書長具有影響力，故被稱為“第八位聯邦委員”。其轄下聯邦秘書處負責頒布聯邦法令。